# Anche per oggi non si vola
Anche per oggi non si vola è un album di Giorgio Gaber pubblicato nel 1974.

## Il disco
Raccoglie le canzoni e i monologhi dell'omonimo spettacolo di teatro canzone scritto da Gaber e Sandro Luporini, registrate al Teatro Lirico di Milano il 9 ottobre 1974.
I tecnici di registrazione sono Mario Carulli e Plinio Chiesa; in copertina vi è un'acquaforte di Luporini.
L'album è stato ripubblicato in CD, sempre doppio, in più edizioni. Nel 2003 è stato ristampato dalla Carosello, in serie con gli altri album, sotto la sigla "Gaber a teatro".
I brani L'elastico, Il Narciso, La nave, e Chiedo scusa se parlo di Maria erano già comparsi nell'album dell'anno precedente, Far finta di essere sani, registrati in studio.
Gli arrangiamenti, come di consueto, sono di Giorgio Casellato.

## Tracce

### Disco 1
LATO A
1. Il coniglio - (monologo) 3:02
2. Il granoturco - 3:27
3. Il minestrone - (monologo) 2:42
4. Il corpo stupido - 2:49
5. Le mani - 2:43
6. Angeleri Giuseppe (monologo) - 4:10
7. L'elastico - 4:40
8. Il plus-amore (prosa) - 2:44

LATO B
1. L'odore - 4:15
2. Giotto da Bondone (prosa) - 4:54
3. La ragnatela - 4:36
4. La bugia - 3:00
5. Il Narciso (prosa-canzone) - 3:43
6. Il febbrosario - 6:53

### Disco 2
LATO A
1. La nave - 5:22
2. L'analisi (prosa) - 6:01
3. La leggerezza - 3:56
4. La realtà è un uccello (prosa-canzone) - 9:04
5. Buttare lì qualcosa - 3:57

LATO B
1. I gag-man (prosa) - 3:01
2. La peste - 4:29
3. Dove l'ho messa (prosa-canzone) - 4:41
4. Chiedo scusa se parlo di Maria - 2:29
5. C'è solo la strada - 9:39

## Musicisti
- Giorgio Gaber - voce
- Giorgio Casellato - tastiera, arrangiamenti
- Cosimo Fabiano - basso
- Tullio De Piscopo - batteria, percussioni
- Sergio Farina - chitarra
- Bruno Salvi - violino